# لوئی هفدهم
لوئی هفدهم (انگلیسی: Louis XVII of France؛ (زادهٔ ۲۷ مارس ۱۷۸۵ – درگذشتهٔ ۸ ژوئن ۱۷۹۵)، دوفن فرانسه بود.

## زندگی‌نامه
لوئی شارل دو فرانس، دومین پسر و سومین فرزند پدر و مادرش، لوئی شانزدهم و ماری آنتوانت بود که در روز ۲۷ مارس ۱۷۸۵ میلادی در کاخ ورسای متولد شد. نام او از پدر و خواهر مورد علاقه مادرش، ماریا کارولینا، ملکه ناپل و سیسیل، که در خانواده به نام شارلوت شناخته می‌شد و شارل نسخه مردانه نام او بود، گرفته شد. خواهر کوچکترش، سوفی، یک سال بعد متولد شد. او در پی مرگ برادر بزرگترش، لوئی ژوزف، در ۴ ژوئن ۱۷۸۹، دوفن فرانسه شد.
در روز ۱۳ اوت سال ۱۷۹۲ میلادی و پس از سرنگونی سلطنت فرانسه، لوئی شارل به همراه پدر و مادرش، لوئی شانزدهم و ملکه ماری آنتوانت، عمه‌اش الیزابت و خواهر بزرگترش ماری ترز شارلوت در زندان قلعه تامپل پاریس زندانی شد.
پسر کوچک پس از اعدام پدرش لوئی شانزدهم توسط گیوتین در ۲۱ ژانویه سال ۱۷۹۳ میلادی، لقب لوئی هفدهم پادشاه فرانسه را گرفت و کشورهای اروپایی و فرانسویان تبعیدی عنوان پادشاهی او را به رسمیت شناختند، اما هرگز نتوانست از مزایای عنوان خود استفاده کند. کودک خردسال را چند ماه بعد، از مادرش ملکه ماری آنتوانت جدا کرده و او را به دست زندانبانی به نام سیمون سپردند.
پس از سقوط ماکسیمیلیان روبسپیر و پایان گرفتن دوران ترور انقلاب فرانسه، میانه‌روهای مجلس کنوانسیون تصمیم گرفتند لوئی هفدهم را با اسرای فرانسوی که در اختیار امپراتوری اتریش بودند، معاوضه کنند. اما این کودک در اثر سال‌ها رنج و مرارت به شدت بیمار بود و قبل از اجرای این مبادله بر اثر بیماری سل درگذشت.
به این ترتیب در روز ۸ ژوئن سال ۱۷۹۵ لوئی هفدهم پادشاه خردسال فرانسه بی آن که رنگ سلطنت را ببیند در زندان قلعه تامپل درگذشت. ماری ترز شارلوت، خواهر بزرگترش خوش‌اقبال‌تر بود. پرنسس ماری ترز در روز ۱۹ دسامبر ۱۷۹۵ با زندانیان فرانسوی مبادله و به امپراتوری اتریش تحویل داده شد.